# Die große ägyptische Königin Oronthea
Die große ägyptische Königin Oronthea ist ein Schauspiel in drei Akten, dessen direkte Vorlage Giacinto Andrea Cicogninis Opernlibretto Orontea regina d’Egitto ist und von der deutschsprachigen Wanderbühne des 17. Jahrhunderts unter verschiedenen Titeln aufgeführt wurde. (Die durchleüchtige Oronthea Königin von Aegypten oder Der durchlauchtige Mahler).

## Vorlagen und Überlieferung
Die Entstehung der italienischen Vorlage wird in den letzten Monaten des Jahres 1648 und zeitgleich mit der Fertigstellung der Oper Il Giasone (Jason) vermutet. Die Dramaturgie des Stückes weist eine für Cicognini typische Montagetechnik auf, indem er bereits existierende Texte von ihm selbst oder anderen Autoren verarbeitete, wobei hier auffallend ist, dass seine Prosadramen häufig Ausgangspunkte seiner Libretti bilden. So weist das Stück einerseits enge inhaltliche Bezüge zu seinem in Prosa geschriebenen Drama Adamira ovvero la statua dell’onore auf (deutscher Spieltext der Wanderbühne Adamira oder Das verliebte und geliebte Ehrenbild), sowie zu verschiedenen Dramaturgien des spanischen Siglo de Oro, darunter von Lope de Vega (El mármol de Felisardo, La vendadora de las mujeres) und Pedro Calderón de la Barca (El pintor de su deshonra). So wie im Falle der Orontea wurden italienische Libretti gerne vom deutschsprachigen Berufstheater übersetzt und dienten dann als Vorlage für ihre Schauspiele. Wohl auch um die Beliebt- und Bekanntheit dieser Oper und auch von Giacinto Cicognini selbst als ökonomischen Vorteil nutzen zu können, wurde das Libretto von der Wanderbühne des 17. Jahrhunderts übernommen und scheint unter verschiedenen Titeln in den Repertoirelisten namhafter Theaterprinzipalen dieser Zeit auf. Erstmals wurde das Schauspiel am 4. November 1667 am Hof Carl Ludwigs von der Pfalz in Mannheim unter der Leitung von Ernst Hoffmann und Peter Schwarz gegeben, die es aus ihrer Zeit am Innsbrucker Hoftheater mitbrachten, dessen Leitung sie zwischen 1659 und 1662 innehatten. Die Verbindung zu den Innsbrucker Prinzipalen, lässt jedoch auch vermuten, dass Orontea als Schauspiel bereits am Innsbrucker Hof ihr Debüt hatte, jenem Ort an dem 1656 ebenfalls die Oper L’Orontea erstmals mit einer Partitur von Antonio Cesti gegeben wurde. Später findet sich das Stück unter dem Titel Die grosse Königin Oronthea im Repertoire des Theaterprinzipals Carl Andreas Paulsen wieder, von dessen Truppe, den „Hamburgischen Komödianten“, es zwischen 1674 und 1979 aufgeführt wurde. Paulsen vererbte seinem Schwiegersohn und Prinzipal der Hochdeutschen Hofcomödianten Johannes Velten Repertoire samt Theaterprivileg. Wie aus den Korrespondenzen mit dem kurpfälzischen Hof zu entnehmen ist, legte Johannes Velten dem Kurfürsten Carl Ludwig ein umfangreiches Programm von 87 Stücken zur Auswahl vor, darunter ebenso Die große Aigyptische Königin Oronthea. Auch wenn das Stück bei den unterschiedlichen, etablierten Prinzipalen der deutschen Wanderbühne aufscheint, ist lediglich ein Stücktext des Schauspiels überliefert, die Handschrift des Sammelbandes Ia 38.589 der Wienbibliothek. Als Autor dieses Manuskripts wird Heinrich Rademin der sogenannten „Wienerischen Comoedianten“ vermutet, wodurch eine Nähe zu den Anfängen des Kärntnerthortheaters naheliegt und sich ebenso die Veränderung des trunksüchtigen Dieners Gelone aus der italienischen Vorlage in den Hofbediensteten Hans Wurst erklärt.

## Inhalt
Die ägyptische Königin Oronthea schwört zu Beginn des Stückes zwar der Liebe ab und will sich auch sonst keinen Mann auswählen, verliebt sich jedoch bald in den besonders gutaussehenden Maler Alidoro, welcher eben mit seiner Pflegemutter Aristea aus Phönizien angekommen war. Auch verliebt sich die Hofdame Silandra in den unwiderstehlichen Fremden und verlässt für Alidoro ihren Geliebten, Prinz Corindo, wodurch Liebeswirrungen zwischen den vier Beteiligten entstehen. In einem Brief offenbart Oronthea ihre Liebe zu Alidoro und erklärt ihre Bereitschaft, ihn zu ihrem Ehemann und König von Ägypten zu machen, woraufhin Alidoro die eben eroberte Silandra wiederum verlässt. In der Zwischenzeit konnte jedoch Creonte, der Rat der Königin, seinen Einfluss geltend machen, sie an die Verpflichtungen einer Monarchin in Ehefragen erinnern und sie dazu bringen, von der unstandesgemäßen Verbindung zu Alidoro abzulassen. Silandra kann zwar ihren Corindo zurückgewinnen, welcher jedoch nun auf Rache gegen den fremden Maler schwört. Die Ereignisse der Handlung werden von den Hofbediensteten Tiberino und dem stets betrunkenen Hans Wurst begleitet, unterstrichen und verbunden. Aristea, eine Piratenwitwe und Alidoros Pflegemutter, verliebt sich inzwischen in die als Mann verkleidete Hiacintha, welche ebenfalls für ihren schönen Sohn schwärmt. Durch diese verschiedenen Verwirrungen ergibt sich der schicksalhafte Zufall, in dem ein kostbares Medaillon verschiedene Besitzer wechselt und letztlich Alidoro, als einen verloren glaubten und doch lebendigen Prinzen beweisen kann. Da Alidoro nun von hohem Adel ist und den entsprechenden Stand vorweisen kann, steht einer Verbindung mit Oronthea nichts mehr im Wege und das Stück schließt mit zwei glücklichen Paaren.